# Naruto Shippūden: Ultimate Ninja 5
 (octobre 2019).
Si vous disposez d'ouvrages ou d'articles de référence ou si vous connaissez des sites web de qualité traitant du thème abordé ici, merci de compléter l'article en donnant les références utiles à sa vérifiabilité et en les liant à la section « Notes et références ».
Naruto Shippūden: Ultimate Ninja 5 est un jeu vidéo basé sur l'anime Naruto. Le jeu est sorti le vendredi 27 novembre 2009 sur PlayStation 2 en Europe.

## Synopsis
Le jeu plonge le joueur dans une aventure passionnante. Elle commence par le retour de Naruto à Konoha et se termine par la fin du deuxième chapitre sur les retrouvailles entre Naruto, Sasuke et Sakura dans l'autel d'Orochimaru. Avec l'aide de ses fideles coéquipiers et de ses talents de ninja, notre héros doit à nouveau affronter des vagues d'ennemis toujours plus rusés et puissants pour s'en sortir.

## Personnages disponibles
Ce jeu contient les personnages de Naruto Shippûden
Astuces : 
À la sélection des personnages, rester appuyé sur R1 pour avoir les deuxièmes formes des personnages(après avoir terminé le mode ).
Dans un combat, maintenez la touche de direction du haut pour ouvrir le mode du personnage sélectionné, certains peuvent l'ouvrir en voulant exécuter des techniques secrètes ou même les exécuter.
- Naruto Uzumaki (Classique+1ere queue et Shippuden+4 queues) : Vermillon
- Sakura Haruno (Classique et Shippuden) : Médical
- Sai : Super Pinceau/Pinceau rapide
- Kakashi Hatake : Kaléidoscope hypnotique du Sharingan
- Neji Hyûga (Classique et Shippuden) : Byakûgan
- Rock Lee (Classique+Poing Zinzin et Shippuden) : Verrous psychiques
- Tenten (Classique et Shippuden) : Outils ninja
- Gaï Maito : Verrous psychiques
- Shikamaru Nara (Classique et Shippuden) : Stratégie
- Ino Yamanaka (Classique et Shippuden) : Fleurs/Bourgeons
- Chôji Akimichi (Classique+Super Chôji et Shippuden) : Décuplement/Jumbo Décuplement
- Asuma Sarutobi : Coup de poing
- Shino Aburame (Classique et Shippuden) : Scarabée
- Kiba Inuzuka (Classique et Shippuden) : Nourriture cachée/Crocs
- Hinata Hyûga (Classique et Shippuden) : Byakûgan
- Kurenai Yûhi (Classique et Shippuden) : Danse brume
- Gaara (Classique+Possession et Shippuden) : Kazekage
- Kankuro (Classique et Shippuden) : Danse/Atrocité
- Temari (Classique et Shippuden) : Danse Eventail/Robe Vent
- Grand-mère Chiyo (Taïjutsu et Marionnettes) : Vétéran/Pantin
- Itachi Uchiwa : Arcanes lunaires
- Kisame Hoshigaki : Peau de requin
- Deidara : Aigle celeste
- Sasori (Hiruko et Marionnettiste+Pantin Humain) : Poison
- Zabuza Momochi : Démon
- Haku : Lame cachée
- Tsunade : Sannin/Création et Renouveau
- Jiraya : Sannin
- Orochimaru : Sannin
- Sasuke Uchiwa (Classique+Sceau Maudit 2 et Hebi Shippuden) : Marque maudite/ Épée éclair/Tonnerre
- Kabuto Yakushi : Super Récupération
- Yamato : Mokuton
- Shizune : Médical
- Équipe de Konohamaru : Ultime/Petit-fils
- Hanabi Hyûga : Ultime/Byakûgan
- Anko Mitarashi : Ultime/Marque maudite
- 1er Hokage : Ultime/Hokage
- 2e Hokage : Ultime/Hokage
- 3e Hokage/Sarutobi : Emprisonnement
- L'Éclair Jaune : Ultime/Éclair
- Kimimaro (Sceau Maudit 2) : Marque maudite
- Sakon (Sceau Maudit 2) : Marque maudite
- Tayuya (Sceau Maudit 2) : Marque maudite
- Kidomaru (Sceau Maudit 2) : Marque maudite
- Jirôbô (Sceau Maudit 2) : Marque maudite.

## Arènes du jeu
Le jeu dispose de 24 arènes tout equitable pour les combats. Ce sont entre autres : 
- Village de Konoha
- Village de Suna
- Tanzaku
- Falaise crépusculaire
- Repaire Akatsuki
- Autel d'Orochimaru
- Barrière aux cinq sceaux
- Porte de Konoha
- Au clair de lune
- Aire d'entraînement
- Porte de Suna
- Désert
- Région verdoyante
- Faubourgs de Tanzaku
- Repaire Racine
- Zone 44 Forêt de la mort
- Forêt de Konoha
- Arène de l'examen Chûnin
- Tour de guet
- Pont de Naruto
- Vallée de la Fin
- Pont Ciel et Terre
- Plaine de l'azur
- Repaire d'Orochimaru